# Ole Einar Bjørndalen
Ole Einar Bjørndalen, född 27 januari 1974 i Simostranda (närheten av Drammen) i Norge, är en norsk före detta skidskytt och längdskidåkare som är den segerrikaste skidskytten genom tiderna med 8 OS-guld (totalt 13 OS-medaljer), 20 VM-guld (totalt 45 medaljer), 94 världscupsegrar (inklusive en i traditionell längdskidåkning) och 6 totalsegrar i världscupen, den senaste under säsongen 2008/2009. Säsongen 1997/1998 lyckades Bjørndalen vinna allt man som skidskytt kan under en och samma säsong: Totala världscupen, OS-guld och VM-guld. Vid 40 års ålder tog Bjørndalen guld i både sprint och mixstafett vid Olympiska vinterspelen 2014 i Sotji. Tack vare sin dominans under så lång tid har Bjørndalen benämnts med epitetet Kungen av skidskytte.
Han slutade tävla 2018.

## Skidskyttekarriären

### OS och VM
Bjørndalen har deltagit i 6 OS (det första redan 1994) och 21 världsmästerskap med start 1995. I VM i Hochfilzen 2005 vann han 4 av 5 distanser och i OS i Salt Lake City 2002 vann han guld i alla fyra skidskytte-tävlingarna och blev därmed den tredje olympiern genom tiderna att ta maximala 4 guldmedaljer i ett och samma vinter-OS (numera är det 5 deltävlingar i OS och 6 i VM). Förutom de fyra guldmedaljerna blev han dessutom 4:a på 30 kilometer traditionell längdåkning.
Vid VM i Östersund 2008 hade Bjørndalen chans att bli historisk som den skidskytt med flest VM-guld, för detta behövde han vinna två guldmedaljer. Men trots medalj i alla distanser blev det bara 1 guld (3 silver, 1 brons). Vid VM 2009 slog han dock rekordet efter guld på tre av de individuella sträckorna samt stafetten. 
Bjørndalen vann sitt sjunde OS-guld och sin 51:a mästerskapsmedalj i sprintloppet vid OS i Sotji 2014 i Sotji trots en bom. Med detta guld blev han historisk som den äldsta någonsin att vinna ett guld i ett vinter-OS då han fyllt 40 en knapp månad tidigare.
I stafett har Bjørndalen fyra raka VM-guld, (2009, 2011, 2012 och 2013), sammanhållet av ett OS-guld 2010 som därmed gav honom och laget 5 raka mästerskapstitlar i disciplinen.

### Världscupen
Sin första världscupseger tog Bjørndalen 12 januari 1996 och han har hittills (december 2015) vunnit 95 världscuptävlingar, flest av alla skidskyttar genom tiderna. Han har vunnit den totala världscupen 6 gånger (1997/1998, 2002/2003, 2004/2005, 2005/2006, 2007/2008 och 2008/2009) där han mellan 1996/97 och 2008/2009 har den imponerande raden 2, 1, 2, 2, 2, 3, 1, 2, 1, 1, 2, 1, 1. Under säsongen 2004/05 blev det rekordmånga 12 segrar och säsongen 2009/2010 blev den första världscupsäsong på 14 år som Björndalen med sin 9:e plats inte slutade topp 3. Antal segrar i den totala världscupen i skidskytte delar han med Magdalena Forsberg (1995/96-2001/02).
Inom traditionell skidsport (längdåkning, alpint och skidskytte) är Bjørndalen den utövare med flest världscupsegrar (95) på herrsidan före alpinisten Ingemar Stenmark som har 86. Det bör dock noteras att skidskytte räknar in mästerskapssegrar som världscupsegrar, vilket man inte gör inom alpint. Stenmark har fem mästerskapsmedaljer förutom sina 86 världscupsegrar, totalt 91, medan Bjørndalen har 16 mästerskapsmedaljer och 79 rena världscupsegrar.

#### Resultat i världscupen
Tabellen visar den totala placeringen i världscupen i skidskytte och antal delsegrar per säsong («+ 1» hänvisande till världscupsegern i längdåkning 2006).
| Säsong  | Placering totalt | Antal delsegrar |
| ------- | ---------------- | --------------- |
| 1992/93 | 62               | -               |
| 1993/94 | 30               | -               |
| 1994/95 | 4                | -               |
| 1995/96 | 9                | 1               |
| 1996/97 | 2                | 3               |
| 1997/98 | 1                | 2               |
| 1998/99 | 2                | 3               |
| 1999/00 | 2                | 5               |
| 2000/01 | 2                | 8               |
| 2001/02 | 3                | 5               |
| 2002/03 | 1                | 11              |
| 2003/04 | 2                | 5               |
| 2004/05 | 1                | 12              |
| 2005/06 | 1                | 8               |
| 2006/07 | 2                | 11 + 1          |
| 2007/08 | 1                | 7               |
| 2008/09 | 1                | 7               |
| 2009/10 | 10               | 3               |
| 2010/11 | 10               | 1               |
| 2011/12 | 16               | 1               |
| 2012/13 | 22               | -               |
| 2013/14 | 6                | -               |
| 2014/15 | 14               | -               |
| 2015/16 | 9                | 1               |
| Totalt  | 6 segrar         | 94 + 1          |

### Vinstrikaste skidskytten

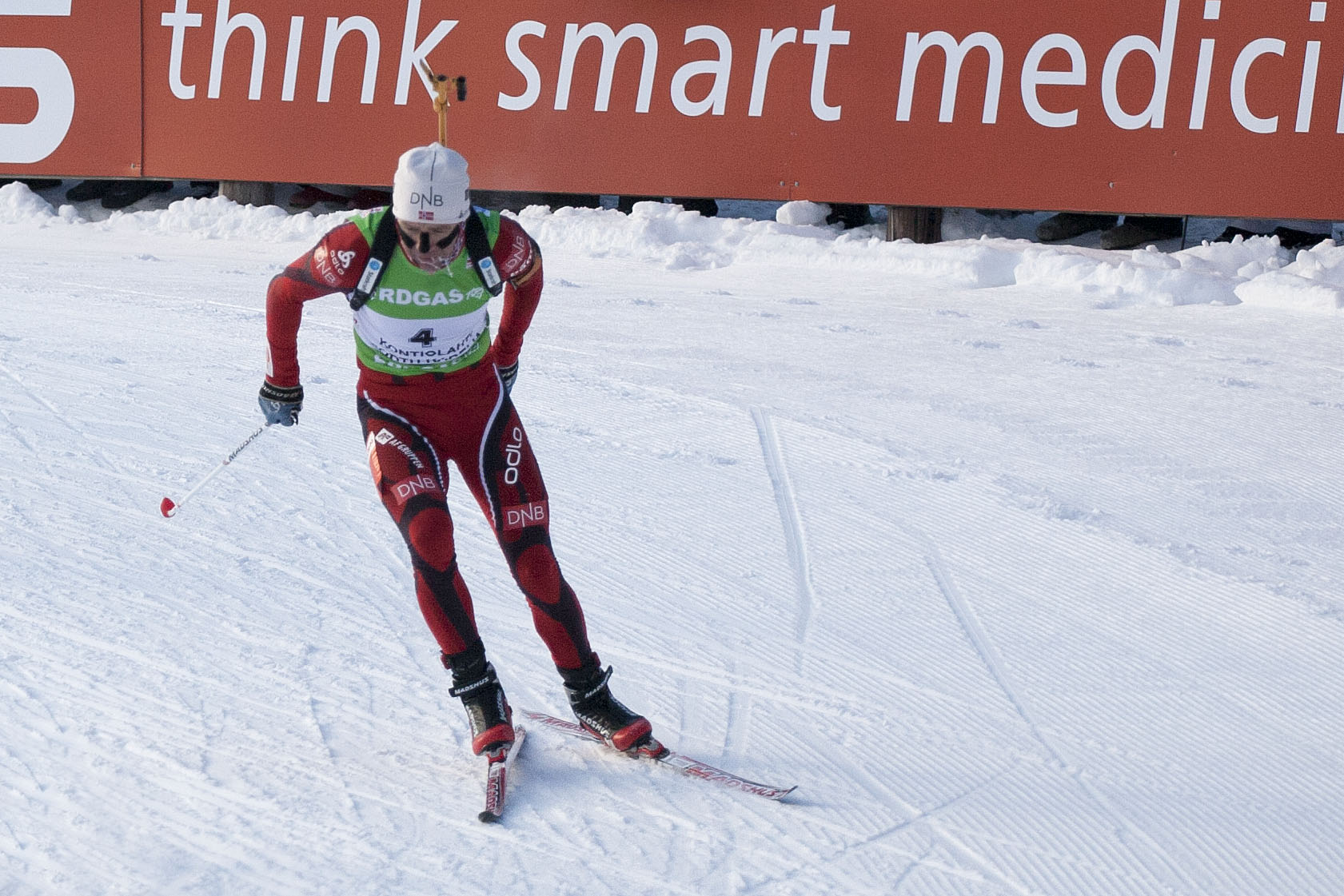
Bjørndalen åker mot sin 94:e världscupseger i Kontiolax, Finland, 12 februari 2012.

Bjørndalens karriär har gjort honom till en av de mest framgångsrika vintersportutövarna alla kategorier. 2014 passerade han sin landsman Bjørn Dæhlie på listan över tidernas vinstrikaste vinterolympier.
En VM-statistik i skidskytte de senaste 50 åren är inte helt jämförbar eftersom det har blivit fler tävlingar i världscupen (även i OS så småningom) jämfört med när stora åkare som Aleksandr Tikhonov (aktiv 1967–1980), Frank Ullrich (1976–1984) och Eirik Kvalfoss (1981–1994) var aktiva.
Frank Luck och Tikhonov har totalt 11 guldmedaljer i VM, mot Bjørndalens 20 inklusive alla lagtävlingar. Ingen har heller fler än Bjørndalens 11 individuella VM-guld. Om bara de de två ursprungliga distanserna 10 och 20 km i VM och OS räknas är Bjørndalen den mest segerrike: 9 guld mot Ullrichs och Tikhonovs 6 guld vardera.

## Längdåkning
Bjørndalen gjorde sitt första världscuplopp i längdåkning i finska Muonio i november 1998 och slutade på 23:e plats. Sin första pallplats i världscupen i längdåkning tog han i Kuopio 2001 med en 2:a plats på 10 kilometer fristil; en prestation han upprepade en månad senare i Ramsau. I världscuploppet 15 km fristil i Gällivare 18 november 2006 lyckades Bjørndalen till sist vinna en världscuptävling, något ingen skidskytt lyckats med tidigare. Han har även två pallplatser med det norska stafettlaget. Under OS 2002 blev Bjørndalen 5:a på 30 kilometer fristil.

## Privatliv
Bjørndalen har varit bosatt i Toblach i Sydtyrolen i Italien, tillsammans med sin dåvarande fru Natalie Santer. Också hon var skidskytt i världsklass fram till 2008 då hon avslutade karriären. Makarna var gifta mellan 1998 och 2012. I juli 2016 gifte sig Bjørndalen och skidskytten Darja Domratjeva. 1 oktober 2016 föddes parets första barn, dottern Xenia.
Brodern Dag Bjørndalen var med i samma stafettlag som Ole-Einar Bjørndalen när laget tog en silvermedalj i OS 1998 i Nagano. Brodern har dessutom varit skyttetränare för Nathalie Santer-Bjørndalen.

## Priser, utmärkelser och sponsorskap
- Aftenpostens guldmedalj 1998[9] och Norska sportjournalisternas statyett 2002 samt 2014[10].
- Fearnleys olympiske ærespris för sina insatser i OS 2002.[11]
- Bjørndalen var personlig sponsor till den unga skidskytten och sedermera världsstjärnan Emil Hegle Svendsen.
- Egebergs Ærespris 2002 (Ett norskt idrottspris som delas ut till idrottare som idrottar på toppnivå i två eller flera idrotter)[12]
- En nästan tre meter hög bronsstaty av Ole Einar Bjørndalen, av konstnären Kirsten Kokkin, blev avtäckt i Modum 13 september 2008. Platsen där statyn står, en rastplats, kallas "Ole Einars Standplass".[13]

## Historiska siffror

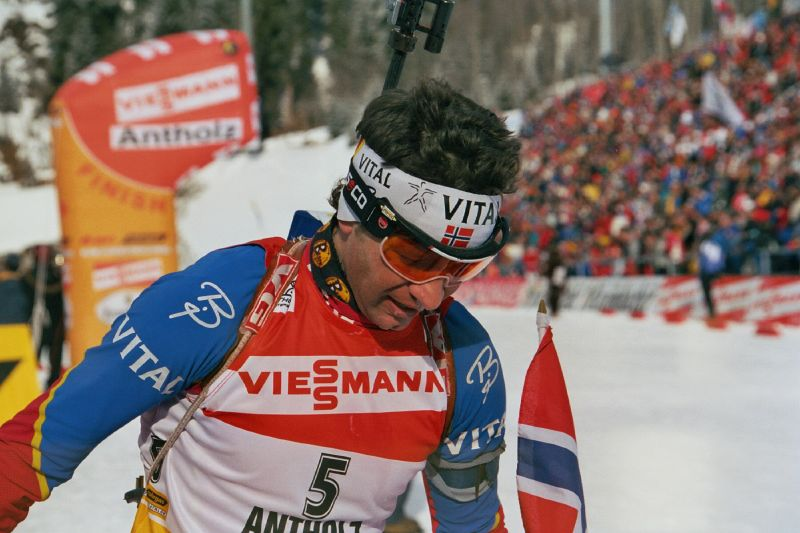
Ole Einar Bjørndalen

- 256: Antal pallplatser i världscupen. (skidskytte och längdåkning)
- 251: Antal pallplatser i världscupen i skidskytte.
- 95: Antal segrar i världscupen. (94 i skidskytte och 1 i längdåkning)
- 57: Antal mästerskapsmedaljer. (OS och VM)
- 45: Antal VM-medaljer: 20 guld, 14 silver och 11 brons
- 28: Antal mästerskapsguld. (OS och VM)
- 20. Antal VM-guld.
- 21: Antal mästerskap (OS och VM) i rad har han tagit medalj. (1997 - 2017)
- 17: Antal säsonger i rad har han tagit minst en seger i världscupen. (1995/96 - 2011/12)
- 13: Antal säsonger i rad han slutat bland de tre bästa i den totala världscupen i skidskytte. (1996/97 - 2008/09)
- 13: Antal OS-medaljer: 8 guld, 4 silver och 1 brons
- 12: Antal världscupsegrar under en och samma säsong. (2004/2005: 12 i skidskytte / 2006/2007: 11 i skidskytte och 1 i längdåkning)
- 10: Antal mästerskap OS och VM) i rad han har tagit guld.
- 8. Antal OS-guld.
- 5: Antal pallplatser i världscupen i längdåkning, varav 2 vinster.
- 4: Antal guld under samma mästerskap, (OS och/eller VM). (OS i Salt Lake City 2002, VM i Hochfilzen 2005 och VM i Pyeongchang 2009)
- 3: Antal gånger Bjørndalen vunnit 4 guld under samma mästerskap. (OS i Salt Lake City 2002, VM i Hochfilzen 2005 och VM i Pyeongchang 2009)